# Áno Voúves
Áno Voúves (grec moderne : Άνω Βούβες) est un village du dème de Plataniás, en Crète, en Grèce. Selon le recensement de 2011, la population d’Áno Voúves compte 15 habitants. Le village est situé à 28 km de La Canée.